# Gnadochaeta atra
Gnadochaeta atra är en tvåvingeart som först beskrevs av Brauer och Julius Edler von Bergenstamm 1893.  Gnadochaeta atra ingår i släktet Gnadochaeta och familjen parasitflugor. Inga underarter finns listade i Catalogue of Life.